# Stiftelsen Svenska Dagbladet
Stiftelsen Svenska Dagbladet var ägare av tidningen Svenska Dagbladet 1940-98.
Stiftelsen bildades efter att Svenska Dagbladet under 1930-talet utkämpat ett rättsprocess med Torsten Kreuger, som med hjälp av aktierna han ärvt av sin avlidne bror Ivar Kreuger sökte ta över tidningen och införliva sin i tyskvänliga tidningskoncern, som redan innehöll Stockholms-tidningen, Aftonbladet och Stockholms Dagblad. Skakade av denna erfarenhet, beslöt en krets näringslivspersoner och ägare av Svenska Dagbladet, anförda av chefredaktören och industrimannen Carl Trygger och industrimannen och Högerpolitikern Harald Nordenson, att överföra sitt ägande till en ointaglig stiftelse. Stiftelsen Svenska Dagbladet fick som ändamål att äga och driva tidningen Svenska Dagbladet och att värna om dess oberoende och ställning som ”intelligensblad” och de värden tidningen stått för sedan sin tillkomst 1885; ”allmän och lika rösträtt, frihandel, ett fritt näringsliv, ett starkt försvar och en förankring i den västliga världen och dess värderingar”. Stiftelsens styrelse skulle bestå av bestod av namnkunniga representanter för näringsliv, kultur, ämbetsmannavärlden och försvaret.
Stiftelsen var huvudägare av Svenska Dagbladet fram till 1998 när aktiemajoriteten förvärvades av Schibsted ASA. Stiftelsen bibehöll därefter ett litet ägande och styrelserepresentation, som en markering av de nya ägarnas ambition att bibehålla tidningens själ och värderingar. 2019 förvärvades stiftelsens kvarvarande ägandet av Schibsteds ägarstiftelse Tinius Trust. Stiftelsen Svenska Dagbladet ägnar sig sedan dess åt att ge stipendier till publicistiska initiativ och personer som ”verkar i stiftelsens anda”
Stiftelsens ordförande är 2023 Odd Eiken.